# Tarashkeswar Pandey
Tarashkeswar Pandey (ur. w1936) – indyjski zapaśnik walczący w stylu wolnym. Olimpijczyk z Melbourne 1956, gdzie zajął ósme miejsce w kategorii do 57 kg.

## Letnie Igrzyska Olimpijskie 1956
| Konkurencja      | Rundy eliminacyjne    | Rundy eliminacyjne       | Rundy eliminacyjne             | Klas. końcowa |
| Konkurencja      | Przeciwnik I          | Przeciwnik II            | Przeciwnik III                 | Miejsce       |
| ---------------- | --------------------- | ------------------------ | ------------------------------ | ------------- |
| 57 kg styl wolny | Fred Kämmerer (DDR) P | Omer Vercouteren (BEL) Z | Mohamed Mehdi Yaghoubi (IRI) P | 8.            |